# 599
599 је била проста година.

## Догађаји
- Википедија:Непознат датум — Битке код Виминацијума

- Цар Маврикије одбија да плати откуп за 12.000 византијских војника заробљених од Авара. Њихов вођа Бајан наређује погубљење свих заробљеника. Његов неуспех да откупи заробљенике уништава Маврикију популарност код византијских трупа на Балканском полуострву.
- Лето – Балканска кампања: Византијски генерали Приск и Коментиол удружују своје снаге код Сингидунума (савремени Београд) и крећу низводно до града-тврђаве Виминацијум (Србија). Византинци прелазе реку Дунав и упадају у Горњу Мезију, где у отвореној бици побеђују Аваре и Словене.
- Приск гони аварска и словенска племена и упада у њихову домовину у Панонију. Он пустоши земљу источно од реке Тисе, заустављајући продоре Авара и Словена преко Дунава.
- Јесен – Коментиол поново отвара Трајанову капију, код Ихтимана (Бугарска). Овај стратешки планински превој, чија тврђава „Стипон” брани границу између покрајина Тракије и Македоније, деценијама се није користила.
- Калиник, намесник (егзарх) Равене, одбија нападе Срба у Истри и Далмацији. Регион је опљачкан, али Византинци их све протерују.
- Редвалд постаје краљ источне Англије (источна Енглеска), под влашћу Етхелберхта од Кента (према англосаксонској хроници).
- Краљ Хозроје II шаље персијску експедицију у Јужну Арабију и осваја Јемен. Он успоставља војну базу за контролу поморске трговине са Истоком.
- Тарду се проглашава за владара (кагана) уједињеног турског каганата (истока и запада). Његов нови статус није широко признат у царству.
- Беоп постаје краљ корејског краљевства Баекје.[
- Град Маја Паленке (јужни Мексико) опљачкао је Краљ Сцрол Серпент од Калакмула.
- Венанције Фортунат, латински песник и химнодиста на двору Меровинга, именован је за епископа Поатјеа.

## Смрти
- Википедија:Непознат датум — Блажени Анастасије Синаит - хришћански светитељ